# Phaneroturis
Phaneroturis är ett släkte av insekter. Phaneroturis ingår i familjen gräshoppor.
Kladogram enligt Catalogue of Life:
| Phaneroturis | \| \| Phaneroturis cupido \| \| \| \| \| \| Phaneroturis tantillus \| \| \| \| |
|              | \| \| Phaneroturis cupido \| \| \| \| \| \| Phaneroturis tantillus \| \| \| \| |
|              | Phaneroturis cupido                                                            |
|              |                                                                                |
|              | Phaneroturis tantillus                                                         |
|              |                                                                                |